# Sommeron
Sommeron é uma comuna francesa na região administrativa de Altos da França, no departamento de Aisne. Estende-se por uma área de 4,68 km². Em 2010 a comuna tinha 146 habitantes (densidade: 31,2 hab./km²).